# Хармер, Сидней Фредерик
Сэр Сидней Фредерик Хармер (англ. Sidney Frederic Harmer; 9 марта 1862 — 22 октября 1950) — английский зоолог. 
Член Лондонского Королевского общества (1898), президент Линнеевского общества с 1927 по 1931 год.

## Биография
Сидней Фредерик Хармер родился 9 марта 1862 года в Норфолке. Изучал естественные науки в Лондонском университете и в Кембридже, доктор наук в 1897 году, состоял преподавателем зоологии Королевского колледжа в Кембридже, с 1892 года директором университетского зоологического музея. 
С 1919 по 1927 год Сидней Фредерик Хармер исполнял обязанности директора Музея естествознания в городе Лондоне.

## Публикации
- «On the structure und development of Loxosoma» («Quart. Journ. Micr. Sc.», 1885);
- «On the life-history of Pedicellina» (там же, 1886);
- «Sur l’Embryogénie des Bryozoaires Ectoproctes» («Arch. Zool. Exp.», 1888);
- «On the British Species of Crisia» («Quart. etc.», 1891);
- «On the development of Lichenopora verrucaria» (там же, 1896);
- «On the development of Tubulipora» (там же, 1898);
- «Revision of the Genus Steganoporella» (там же, 1901).

Кроме этого, Хармер вместе с А. Шипли издает прекрасное сочинение «The Cambridge Natural History» в 10 томах.